# Carlo Ripa di Meana
Carlo Ripa di Meana   (Pietrasanta, 15 d'agost de 1929 - Roma, 2 de març de 2018) va ser un polític italià que fou membre de la Comissió Delors entre 1985 i 1992.

## Biografia
Va néixer el 15 d'agost de 1929 a la població de Pietrasanta, situada a la província de Lucca i regió de la Toscana, en una família aristocràtica.
Entre 1974 i 1978 fou president de la Biennal de Venècia.

## Activitat editorial
Entre 1953 i 1956 dirigí a la ciutat de Praga el World Student News, revista de la Unió Internacional d'Estudiants propera al Partit Comunista Italià. Membre de l'editorial Feltrinelli des de l'any 1957, el 1959 dirigí la revista "Passato e presente", sorgida a l'entorn del polític Antonio Giolitti. El 1963 va esdevenir membre de l'editorial Rizzoli.

## Activitat política
Inicialment proper al Partit Comunista Italià (PCI), a l'inici de la dècada del 1960 fou expulsat d'aquest partit, per la qual cosa va esdevenir membre del Partit Socialista Italià (PSI).
Amic personal de Bettino Craxi, l'any 1979 fou escollit eurodiputat al Parlament Europeu en les primeres eleccions europees, escó que va mantenir fins al 1984. Aquell any renuncià al seu escó per esdevenir membre de la Comissió Delors I responsable de les Reformes Institucionals, Comissari Europeu de Política de la informació i Cultura i Turisme. En la formació de la Comissió Delors II fou nomenat Comissari Europeu de Medi Ambient, Energia i Protecció Civil.
El juny de 1992 renuncià a la política europea per esdevenir Ministre de Medi Ambient en el govern del Primer Ministre d'Itàlia Giuliano Amato, càrrec que va desenvolupar fins a l'abril de 1993. Líder de la Federació dels Verds entre 1993 i 1996, fou escollit novament eurodiputat en les eleccions europees de 1994, mantenint el seu escó fins al 1999, passant però a formar part del grup Partit de l'Esquerra Europea al seu trecament amb el Partit Verd Europeu el 1998. En la formació de la Comissió Delors II fou nomenat Comissari Europeu de Medi Ambient, Energia i Protecció Civil, càrrec el d'Energia que compartí amb António Cardoso e Cunha.